# ダハボン
ダハボン (Dajabón) は、ハイチとの国境に面している、ドミニカ共和国ダハボン州の州都。人口2.6万人ほどの市場町であり、イスパニョーラ島の中央山脈（コーディレラ・セントラル）の北麓に位置している。
町の建設は1771年から1776年にかけて行なわれた。1776年にトゥーサン・ルーヴェルチュールによって創建されたとする説もある。しかし、ドミニカ独立戦争中に町は放棄されて荒廃した。ドミニカ復興戦争後の1865年から、再び住民が定住するようになった。
ダハボンは、ダハボン川に面しているが、この川は1690年にスペインとフランスの軍勢が戦闘を行なったことから、フランス語では「虐殺の川」を意味するマサクル川 (Rivière du Massacre) として知られている。この戦闘の時期には、フランス領植民地総督だったピエール＝ポール・タラン・ド・クシも、今日のハイチ北部の町リモナーデ近郊で戦われた「サバナ・レアル・デ・ラ・リモナーダ (Sabana Real de la Limonada) の戦い」で戦死している。
ダハボンは、ダハボン川に架かる橋によって、ハイチ側の、より大きな町ワナミントと結ばれている。火曜日と金曜日には、ハイチ側の住民が一時的に国境を越えて橋を渡り、ダハボンで商品を販売する市が立つ。販売される品物の大部分は、衣類、靴、乾物類、什器類などである。ハイチ人たちは国境から100ヤード以上離れることは許されていないが、市の立つ日には、町の西外れの数エーカーの範囲が、混雑した市場となる。3000人ほどの売り手に対し、3万人ほどの買物客が訪れるともいう。ハイチ人たちだけでなく、ドミニカ人もこの市場に出て、地元産の野菜などの食物を売る。

## 地名の由来
ダハボンという地名の由来については諸説があり、ひとつの説は、川で「ダハオ (Dajao)」という魚が豊富にとれたため、「良い」を意味するフランス語の「bon」が付けられて地名となったとするものであるが、ほかにも、先住民のタイノ族がこの地域一帯を「ダハボーン (Dahaboon)」と称していたとする説などがある。 